# Henri Pousseur
Henri Pousseur (* 23. Juni 1929 in Malmedy; † 6. März 2009 in Brüssel) war ein belgischer Komponist und Musiktheoretiker.

## Leben
Nach erstem Musikunterricht bei Herman Barg und Eugène Micha in Malmedy studierte Henri Pousseur von 1947 bis 1952 am königlichen Konversatorium in Lüttich. Sein Orgellehrer Pierre Froidebise führte ihn an avantgardistische Musik heran, im Besonderen an die Zwölftonmusik, und machte ihn mit Pierre Boulez bekannt. Bereits während seines ersten Studienjahres gründete er einen Studentenchor, mit dem er regelmäßig Musik des Mittelalters aufführte. Von 1949 bis 1952 war er Organist an der Kirche Saint-François des Sales in Lüttich. Nach einem unüberbrückbaren Streit über serielle Musik mit dem Direktor des Konservatoriums Fernand Quinet wechselte Pousseur ans Brüsseler Konservatorium, wo er 1953 in der Klasse von Jean Absil sein Abschlussexamen in Fugenlehre machte. In seiner Brüsseler  Zeit fand er einen Förderer in André Souris (1899–1970), der mit ihm seine eigenen Erfahrungen aus dem Brüsseler Studio teilte.
Ab 1952 nahm er regelmäßig an den Ferienkursen für Neue Musik in Darmstadt und den Donaueschinger Musiktagen teil. Bei den Weltmusiktagen der Internationalen Gesellschaft für Neue Musik (ISCM World Music Days) wurden 1952 in Salzburg seine 3 Geistlichen Lieder, 1957 in Zürich beim ersten Konzert mit elektronischer Musik in der Geschichte der ISCM-Weltmusiktage Scambi und 1960 in Köln Mobile für 2 Klaviere aufgeführt. 1957 arbeitete er mit Luciano Berio und Bruno Maderna im Studio di Fonologia Musicale in Mailand und später im Studio für elektronische Musik in Köln mit Karlheinz Stockhausen. 1958 gründete er in Brüssel das Studio de musique électronique Apelac. Von 1963 bis 1964 unterrichtete er an der Musik-Akademie der Stadt Basel und 1966 bis 1968 an der Universität Buffalo. Seit 1970 unterrichtete er an der Universität Lüttich, wo er mit Kollegen wie Pierre Bartholomée und Philippe Boesmans das Centre de recherches musicales de Wallonie (seit 2010 Centre Henri Pousseur) gründete. 1975 übernahm er die Leitung des Lütticher Konservatoriums, von dem er sich 1952 wegen seiner Differenzen mit dem Direktor zurückgezogen hatte.
Nach seinem offiziellen Ruhestand im Jahr 1994 war er noch bis zum Sommer 1999 an der Universität Leuven beschäftigt. Er schrieb in dieser Zeit fünf neue Werke, darunter vier in Erinnerung an seinen Vorgänger Karel Goeyvaerts, gruppiert in einem großen Zyklus für Klavier und Orchester.
Neben fast 200 Partituren hat Pousseur in seinem Leben auch zahlreiche Artikel und mehrere Bücher über Musik geschrieben, zu denen unter anderem Fragments Théorique I: sur la musique expérimentale (Brussels: Université Libre de Bruxelles, 1970), Schumann le Poète: 25 moments d'une lecture de Dichterliebe (Paris: Klincksieck, 1993), und Musiques croisées (Paris: L'Harmattan, 1997) gehören. Ihm wurden Ehrendoktortitel der Universitäten von Metz und Lille III verliehen, und im Jahr 2004 erhielt er eine Auszeichnung für sein Lebenswerk von der Akademie Charles Cros. Die Académie royale des Sciences, des Lettres et des Beaux-Arts de Belgique nahm ihn 1986 als korrespondierendes Mitglied auf, 1989 wurde er volles Mitglied.
Sein Sohn Denis Pousseur (* 8. August 1958) studierte Klavier und wandte sich in seinen Anfangsjahren dem Jazz zu. Er wirkte am Entstehen einiger Werke des Vaters mit. Ab 1980 komponierte er mehrere Filmmusiken.

## Stil und Technik
In seinem Anton Webern verpflichteten Werk verwendete Pousseur die Mittel der Aleatorik und der Elektronischen Musik; kompositorisch nutzte er die Zwölftonmusik. Neben Orchesterwerken schrieb er Stücke für kammermusikalische Besetzung unter Verwendung von Tonband und elektronischen Instrumenten. Seine Musik beschäftigte sich zudem mit Serialismus und offenen Formen und vermittelte zwischen so vermeintlich unvereinbaren Kompositionsstilen wie denen von Franz Schubert und Anton Webern (Votre Faust).

## Werke (Auswahl)
Insgesamt hinterließ Pousseur mehr als 150 Kompositionen
- Symphonies (1954), für fünfzehn Solisten
- Quintette à la mémoire d’Anton Webern (1955), für Klarinette, Bassklarinette, Violine, Violoncello und Klavier
- Mobile (1957–58), für zwei Klaviere
- Rimes (1958), für elektronische und konventionelle Instrumente
- Scambi (1958), elektronische Komposition, entstanden im Studio in Mailand
- Trois Visages de Liège (1961), elektronische Komposition
- Couleurs croisées (1967), für grosses Orchester
- Votre Faust (1969) Oper, bei der das Publikum über den Handlungsverlauf abstimmt, Libretto von Michel Butor
- Invitation à l'Utopie (1971), für Solisten und Ensemble, Sprecher und gemischten Chor, mit einem Text von M. Butor
- Le Seconde Apothéose de Rameau (1981), für Kammerorchester
- L'école d'Orphée (1989), für Sprechstimme, Orgel und Live-Elektronik
- Dichterliebesreigen (1993), für zwei Klaviere, Sopran, Bariton, Kammerchor und Kammerorchester, nach Heinrich Heine